# Insidious: The Last Key
Insidious: The Last Key is een Amerikaanse bovennatuurlijke horrorfilm uit 2018, geregisseerd door Adam Rotibel. Het is de vierde film in de Insidious-franchise en de opvolger van Insidious: Chapter 3.

## Verhaal
Na de gebeurtenissen in Insidious: Chapter 3 helpt Elise de familie Brenner en samen met Tucker en Specs start ze een eigen bedrijf genaamd Spectral Sightings. Ze besluiten met z’n drieën te vertrekken naar haar geboortestad in New Mexico om daar samen te gaan wonen. Ze zullen een kwade geest moeten overwinnen die Elise gevolgd is.

## Rolverdeling
- Lin Shaye als Elise Rainier
  - Ava Kolker als jonge Elise Rainier
  - Hana Hayes als tiener Elise Rainier
- Angus Sampson als Tucker
- Leigh Whannell als Specs
- Spencer Locke als Melissa Rainier
- Caitlin Gerard als Imogen Rainier
- Bruce Davison als Christian Rainier
  - Pierce Pope als jonge Christian Rainier
  - Thomas Robie als tiener Christian Rainier
- Kirk Acevedo als Ted Garza
- Josh Stewart als Gerald Rainier
- Tessa Ferrer als Audrey Rainier
- Aleque Reid als Anna
- Marcus Henderson als detective Whitfield
- Amanda Jaros als Mara Jennings
- Javier Botet als Keyface
- Joseph Bishara als Lipstick-Face Demon

## Productie
De filmopnamen gingen van start in augustus 2016 en eindigden de volgende maand. De première van de film werd oorspronkelijk op 20 oktober 2017 geplaatst maar later verzet naar begin 2018.
Insidious: The Last Key ging op 5 januari 2018 in première en kreeg overwegend negatieve kritieken van de filmcritici met een score van 23% op Rotten Tomatoes, gebaseerd op 35 beoordelingen. De film behaalde op zijn openingsweekend een tweede plaats aan de kassa met 29,2 miljoen US$ inkomsten (na Jumanji: Welcome to the Jungle).